# 企业律师
企业律师，即企业法律顾问，在中华人民共和国是指经国家统一考试合格，获得由司法部、人事部、国务院国有资产管理委员会联合颁发的《企业法律顾问执业资格证书》 并经注册登记，由企业聘任，专职从事企业法律事务工作的法律专业人员。企业律师是即懂法律有熟悉企业管理的复合型人才。
另一种“企业律师”，是由企业与律师事务所签订法律顾问合同，由律师事务所指派执业律师担任企业的法律顾问，是企业外聘的“企业律师”。